# Bloodlet
Bloodlet is een Amerikaanse hardcorepunkband uit Orlando (Florida), opgericht in 1992. Hun muziekstijl (die soms door critici als evilcore wordt genoemd) bevat elementen van metalcore en sludgemetal, die bekend staat om het beïnvloeden van het underground hardcorecircuit uit de jaren 1990.

## Bezetting
Huidige bezetting
- Scott Angelacos (zang, 1992-1998, 2001-2003, 2014, 2017-heden)
- Thomas Crowther (gitaar, 2014, 2017-heden; basgitaar, 2002-2003)
- Matt Easley (gitaar, 1992-1998, 2001-2003, 2014, 2017-heden)
- Charles King (drums, 1993-1998, 2014, 2017-heden)
- Art Legere (basgitaar, 1994-1998, 2001-2002, 2014, 2017-heden; gitaar, 1996)

Voormalige leden
- John Stewart Jr (drums, 2001-2003)
- Keith Dalrymple (basgitaar, 1992-1994)
- Jeremy Illges (gitaar, 1994-1996)
- Tyler Gray (basgitaar, 1996)

## Geschiedenis
Na het uitbrengen van een demo-tape en een paar 7-inch tijdens het begin van hun carrière en samen met Damnation A.D. onder de naam Bloodnation om bij te dragen aan een compilatie, werd de band gecontracteerd door Victory Records, die het banddebuut Entheogen publiceerde in 1996. Na uitgebreid toeren verscheen het tweede album The Seraphim Fall in 1998 en maakte de band stilletjes een pauze. De band zou zich later in 2001 herenigen en hun derde album Three Humid Nights in the Cypress Trees uitbrengen in 2002. Het album is ontworpen door Steve Albini en is opgenomen in zijn Electrical Audio-opnamestudio. Een muziekvideo werd geproduceerd voor Holy Rollin Homicide en de band zou een jaar later opnieuw ontbinden.
In 2014 zou de band zich hervormen voor een speciale eenmalige uitvoering op het 10-jarig jubileumfestival van A389 Recordings, met optredens van bands als Integrity en Infest. In datzelfde jaar bracht het label ook een heruitgave uit van de dubbele lp van Entheogen, een live-album in beperkte oplage en een limited edition 5 van een zeldzame uitgave met de titel Embrace. Het nummer werd opgenomen in 1994 en werd vergeten, totdat een hardcore blog er jaren later een bericht over plaatste. In 2017 verscheen de band voor This Is Hardcore 2017. Sindsdien is de band actief en heeft getoerd.

## Discografie

### Studioalbums
- 1996: Entheogen (cd/cs/lp, Victory Records) (Dubbele lp-editie uitgegeven door A389 Recordings in 2014)
- 1998: The Seraphim Fall (cd/cs/lp, Victory)
- 1998: Three Humid Nights in the Cypress Trees (cd/cs, Victory)

### Singles en ep's
- 1992: Bloodlet demo tape (zelf uitgebracht)
- 1993: Bloodlet 7" (Smorgasbord Records)
- 1993: Husk 7" (Structure)
- 1994: Shell 7" (Stability)
- 2014: Embrace 5" (A389 Recordings/Stuck In the Past)
- 2019: Viper in Hand 10"/digitaal (Translation Loss Records)

### Compilatiealbums
- 1975: Eclectic (Victory)

### Livealbums
- 2014: Live On WFMU-FM (03.23.95) (A389 Recordings)